# Latawiec: W pytkę!
Latawiec: W pytkę! – amerykański serial animowany dla dorosłych, spin-off serialu Harley Quinn (serial telewizyjny) wyprodukowany przez Warner Bros. Television Studios. Zadebiutował 18 lipca 2024 roku na platformie Max (serwis strumieniowy).

## Fabuła
Serial opowiada przygody Kite Mana i Golden Glider, którzy decydują się na kolejny poważny krok w swojej relacji kupując bar Noonan's ratując miejsce spotkań złoczyńców. Fabuła serialu skupia się walce bohaterów z konkurencją, problemami finansowym oraz zagrożeniom ze strony innych złoczyńców. Dopełnieniem opowieści stanowi pojawienie się znanych z serialu Harley Quinn postaci, takich jak Darkseid, Bane czy Lex Luthor, które wprowadzają nowe wątki i dodają głębi do rozwoju historii. Akcja sezonu rozgrywa się po czwartym sezonie Harley Quinn (serial telewizyjny) w Gotham City. Fabuła skupia się na postaciach drugoplanowych z Uniwersum DC. Pierwszy sezon składa się z dziesięciu odcinków.

## Obsada

### Główni bohaterowie[8]
- Matt Oberg jako Kite Man / Beast Mode
- Stephanie Hsu jako Golden Glider
- James Adomian jako Bane (postać fikcyjna)
- Jonathan Banks jako Sean Noonan
- Natasia Demetriou jako Malice Vundabar
- Michael Imperioli jako Moe Dubelz
- Janelle James jako Królowa Baśni

## Muzyka
Muzyka w serialu odgrywa kluczową rolę w kreowaniu jego unikalnego klimatu. Za oprawę muzyczną odpowiada przede wszytskim Michael Gatt, który w wywiadzie dla Bubbleblabber podkreślił, że inspirował się muzyką lat 80., w szczególności gatunkiem hair metal, co nadaje serii charakterystyczne brzmienie. Dodatkowo, w serialu pojawia się utwór "Hell Yeah! (Kite Man)" autorstwa Cartera Sauce'a, który wzbogaca ścieżkę dźwiękową o nowoczesne elementy rapu. Takie połączenie różnych stylów muzycznych podkreśla komediowy i dynamiczny charakter produkcji, czyniąc ją atrakcyjną dla szerokiego grona odbiorców. Do oprawy muzycznej serialu przyczynił się również autor ścieżki dźwiękowej z serialu Harley Quinn - Jefferson Friedman. Jego doświadczenie w tworzeniu dynamicznych i charakterystycznych ścieżek dźwiękowych wzbogaca atmosferę serialu, podkreślając zarówno komediowe, jak i dramatyczne momenty. Współpraca z Michaelem Gattem, który pełnił rolę głównego kompozytora, zaowocowała różnorodną i angażującą muzyką, która doskonale współgra z narracją i estetyką produkcji.

## Odcinki
| Numer | Oryginalny Tytuł                     | Reżyseria                 | Scenariusz                                   | Data premiery w USA | Data premiery w Polsce |
| ----- | ------------------------------------ | ------------------------- | -------------------------------------------- | ------------------- | ---------------------- |
| 1     | Pilot Hell Yeah!                     | Yori Mochizuki Jonki Park | Dean Lorey Patrick Schumacker Justin Halpern | 18 lipca 2024       | 25 lipca 2024          |
| 2     | Grand Reopening, Hell Yeah!          | Jeff Wamester             | Conner Shin                                  | 25 lipca 2024       | 25 lipca 2024          |
| 3     | Villigan's, Hell Yeah!               | Ben Jones                 | Chris Marrs                                  | 1 sierpnia 2024     | 1 sierpnia 2024        |
| 4     | Portal Potty, Hell Yeah!             | Joonki Park               | Vidhya Iyer                                  | 8 sierpnia 2024     | 8 sierpnia 2024        |
| 5     | Prison Break, Hell Yeah!             | Rick Morales              | Katie Rich                                   | 15 sierpnia 2024    | 15 sierpnia 2024       |
| 6     | Mother/Daughter Day, Hell Yeah!      | Jeff Wamester             | Leslie Schapira                              | 22 sierpnia 2024    | 22 sierpnia 2024       |
| 7     | Sexiest Villain Alive, Hell Yeah!    | Joonki Park               | Dean Lorey                                   | 29 sierpnia 2024    | 29 sierpnia 2024       |
| 8     | Just Right, Hell Yeah!               | Diana Huh                 | Chris Marrs                                  | 5 września 2024     | 5 września 2024        |
| 9     | To Get to the Other Side, Hell Yeah! | Jeff Wamester             | Jess Lieberman Lexi Slater                   | 12 września 2024    | 12 września 2024       |
| 10    | Hero Stuff, Hell Yeah!               | Joonki Park               | Dean Lorey                                   | 19 września 2024    | 19 września 2024       |

## Odbiór
Serial otrzymał mieszane recenzje krytyków. Portal IGN skrytykował produkcję za "słaby humor i płytkie wątki sitcomowe", sugerując, że zmarnowano potencjał obsady i pomysłu.  Z kolei serwis Decider docenił serial, opisując go jako "zabawną, krwawą" odsłonę uniwersum DC, skupiającą się na mniej znanych złoczyńcach. The New York Times określił produkcje jako zabawną, ale mniej angażującą od Harley Quinn (serial telewizyjny), skupiającą się na postaciach drugoplanowych. Recenzja docenia humor i rozwój bohaterów, ale wskazuje na pewne schematyczne rozwiązania fabularne. Krytycy chwalą wykorzystanie świata Gotham City w nietypowy sposób, choć zauważają, że serial nie zawsze utrzymuje poziom oryginalnej serii. Całość określana jest jako lekka, komediowa rozrywka.